# 화학 원소의 명명법
화학 원소는 여러 어원에서 이름을 붙일 수 있다. 때로는 발견한 사람이나 발견된 장소를 기반으로 하기도 한다. 일부는 라틴어 또는 그리스어 어원을 가지고 있으며, 해당 원소와 관련된 무언가에서 유래한다. 예를 들어, 일부는 사용 목적에서 유래하기도 한다.

## 알려진 원소
발견된 118개의 모든 원소는 IUPAC이 결정한 대로 공식적인 이름과 기호를 가지고 확정되었다. 마지막 4개의 이름과 기호는 2016년 11월 28일에 추가되었다. 현재 미확인된 발견 원소는 없으며, 주기율표의 모든 7주기까지 완성되었다.
| 족     | 1                  | 2                  |            | 3                | 4                  | 5                      | 6                   | 7                  | 8                 | 9                    | 10                   | 11                 | 12                   | 13                    | 14                 | 15                 | 16                 | 17                | 18                 |
| ------ | ------------------ | ------------------ | ---------- | ---------------- | ------------------ | ---------------------- | ------------------- | ------------------ | ----------------- | -------------------- | -------------------- | ------------------ | -------------------- | --------------------- | ------------------ | ------------------ | ------------------ | ----------------- | ------------------ |
|        | 수소 & 알칼리 금속 | 알칼리 토금속      |            |                  |                    |                        |                     |                    |                   |                      |                      |                    |                      | 트라이엘              | 테트렐             | 프닉토젠           | 칼코젠             | 할로젠            | 비활성 기체        |
| 주기 1 | 수소1H1.0080       |                    |            |                  |                    |                        |                     |                    |                   |                      |                      |                    |                      |                       |                    |                    |                    |                   | 헬륨2He4.0026      |
| 2      | 리튬3Li6.94        | 베릴륨4Be9.0122    |            |                  |                    |                        |                     |                    |                   |                      |                      |                    |                      | 붕소5B10.81           | 탄소6C12.011       | 질소7N14.007       | 산소8O15.999       | 플루오린9F18.998  | 네온10Ne20.180     |
| 3      | 나트륨11Na22.990   | 마그네슘12Mg24.305 |            |                  |                    |                        |                     |                    |                   |                      |                      |                    |                      | 알루미늄13Al26.982    | 규소14Si28.085     | 인15P30.974        | 황16S32.06         | 염소17Cl35.45     | 아르곤18Ar39.95    |
| 4      | 칼륨19K39.098      | 칼슘20Ca40.078     |            | 스칸듐21Sc44.956 | 타이타늄22Ti47.867 | 바나듐23V50.942        | 크로뮴24Cr51.996    | 망가니즈25Mn54.938 | 철26Fe55.845      | 코발트27Co58.933     | 니켈28Ni58.693       | 구리29Cu63.546     | 아연30Zn65.38        | 갈륨31Ga69.723        | 저마늄32Ge72.630   | 비소33As74.922     | 셀레늄34Se78.971   | 브로민35Br79.904  | 크립톤36Kr83.798   |
| 5      | 루비듐37Rb85.468   | 스트론튬38Sr87.62  |            | 이트륨39Y88.906  | 지르코늄40Zr91.224 | 나이오븀41Nb92.906     | 몰리브데넘42Mo95.95 | 테크네튬43Tc[97]   | 루테늄44Ru101.07  | 로듐45Rh102.91       | 팔라듐46Pd106.42     | 은47Ag107.87       | 카드뮴48Cd112.41     | 인듐49In114.82        | 주석50Sn118.71     | 안티모니51Sb121.76 | 텔루륨52Te127.60   | 아이오딘53I126.90 | 제논54Xe131.29     |
| 6      | 세슘55Cs132.91     | 바륨56Ba137.33     | 1 asterisk | 루테튬71Lu174.97 | 하프늄72Hf178.49   | 탄탈럼73Ta180.95       | 텅스텐74W183.84     | 레늄75Re186.21     | 오스뮴76Os190.23  | 이리듐77Ir192.22     | 백금78Pt195.08       | 금79Au196.97       | 수은80Hg200.59       | 탈륨81Tl204.38        | 납82Pb207.2        | 비스무트83Bi208.98 | 폴로늄84Po[209]    | 아스타틴85At[210] | 라돈86Rn[222]      |
| 7      | 프랑슘87Fr[223]    | 라듐88Ra[226]      | 1 asterisk | 로렌슘103Lr[266] | 러더포듐104Rf[267] | 더브늄105Db[268]       | 시보귬106Sg[269]    | 보륨107Bh[270]     | 하슘108Hs[271]    | 마이트너륨109Mt[278] | 다름슈타튬110Ds[281] | 뢴트게늄111Rg[282] | 코페르니슘112Cn[285] | 니호늄113Nh[286]      | 플레로븀114Fl[289] | 모스코븀115Mc[290] | 리버모륨116Lv[293] | 테네신117Ts[294]  | 오가네손118Og[294] |
|        |                    |                    |            |                  |                    |                        |                     |                    |                   |                      |                      |                    |                      |                       |                    |                    |                    |                   |                    |
|        |                    |                    | 1 asterisk | 란타넘57La138.91 | 세륨58Ce140.12     | 프라세오디뮴59Pr140.91 | 네오디뮴60Nd144.24  | 프로메튬61Pm[145]  | 사마륨62Sm150.36  | 유로퓸63Eu151.96     | 가돌리늄64Gd157.25   | 터븀65Tb158.93     | 디스프로슘66Dy162.50 | 홀뮴67Ho164.93        | 어븀68Er167.26     | 툴륨69Tm168.93     | 이터븀70Yb173.05   |                   |                    |
|        |                    |                    | 1 asterisk | 악티늄89Ac[227]  | 토륨90Th232.04     | 프로트악티늄91Pa231.04 | 우라늄92U238.03     | 넵투늄93Np[237]    | 플루토늄94Pu[244] | 아메리슘95Am[243]    | 퀴륨96Cm[247]        | 버클륨97Bk[247]    | 캘리포늄98Cf[251]    | 아인슈타이늄99Es[252] | 페르뮴100Fm[257]   | 멘델레븀101Md[258] | 노벨륨102No[259]   |                   |                    |

- Ca: 40.078 — 약식 값 (여기서는 불확도 생략)[4]
- Po: [209] — 가장 안정한 동위 원소의 질량수

| s-구역 | f-구역 | d-구역 | p-구역 |

## 어원
원소 이름은 다음을 참조할 수 있다.
- 신화적 개념이나 인물 (천체 포함)
- 광물 또는 유사 물질
- 장소 또는 지리적 지역
- 원소의 속성
- 과학자

### 인물
화학 원소는 때때로 사람의 이름을 따서 명명되는데, 특히 1940년경 이후에 발견(생성)된 인공 원소가 그러하다. 발견자의 이름을 딴 경우는 극히 드물며, 살아있는 사람의 이름을 딴 경우는 두 가지뿐이다. 그 중 하나인 시보귬은 1997년 명명 당시 살아있던 글렌 T. 시보그의 이름을 따서 명명되었고, 2016년에는 오가네손이 유리 오가네샨(2025년 1월 현재 생존 중)의 이름을 따서 명명되었다.
많은 초우라늄 원소는 노벨상 수상자의 이름을 따서 명명되었다.
- 보륨 (닐스 보어)
- 퀴륨 (마리와 피에르 퀴리)
- 아인슈타이늄 (알베르트 아인슈타인)
- 페르뮴 (엔리코 페르미)
- 로렌슘 (어니스트 로런스)
- 뢴트게늄 (빌헬름 콘라트 뢴트겐)
- 러더포듐 (어니스트 러더퍼드)
- 시보귬 (글렌 T. 시보그)

다른 초우라늄 원소는 노벨상을 받지 못한 과학자의 이름을 따서 명명되었다.
- 코페르니슘 (니콜라우스 코페르니쿠스)
- 마이트너륨 (리제 마이트너)
- 멘델레븀 (드미트리 멘델레예프)
- 노벨륨 (알프레드 노벨)
- 오가네손 (유리 오가네샨)

초우라늄 원소인 플레로븀은 플레로프 핵반응 연구소의 이름을 따서 명명되었으며, 이 연구소는 다시 게오르기 플료로프의 이름을 따서 명명되었다. IUPAC은 이 원소가 플료로프의 이름을 딴 것이 아니라 연구소의 이름을 딴 것이라고 밝혔지만, 이 원소를 발견한 연구소 팀을 이끌었던 유리 오가네샨은 명명의 의도가 플료로프를 기리기 위한 것이었다고 말했다.
사마륨은 바실리 사마르스키-비호베츠의 이름을 따서 명명되었고, 가돌리늄은 간접적으로 (광물 가돌리나이트를 통해) 요한 가돌린의 이름을 따서 명명되었다.
자신의 고향인 프랑스(라틴어 Gallia에서 유래한 갈리아)의 이름을 따서 갈륨을 명명한 르콕 드 부아보드랑은 그 원소의 이름이 자신의 이름("le coq"은 프랑스어로 "수탉"을 의미하며, 라틴어 "gallus"도 마찬가지)을 이용한 말장난이 아니라고 부인했다.

### 지구상의 장소
일부 화학 원소는 지구상의 장소 이름을 따서 명명되었다. 현재 존재하는 국가 및 도시의 이름을 딴 원소는 다음과 같다.
- 폴로늄, 폴란드의 이름을 따서 명명됨[15]
- 프랑슘과 갈륨, 둘 다 프랑스의 이름을 따서 명명됨[16]
- 니호늄, 일본의 이름을 따서 명명됨
- 저마늄은 독일의 이름을 따서 명명됨[17]
- 베릴륨은 광물 녹주석의 이름을 따서 명명되었으며, 그 이름은 인도 카르나타카주의 도시 벨루르에서 유래했다고 추정된다.[18][19]
- 인듐은 스펙트럼에서 보이는 남색에서 이름을 얻었으며, 라틴어 indicum은 "인도 출신의"를 의미하므로 간접적으로 인도의 이름을 딴 것이다.[20]
- 아메리슘은 아메리카의 이름을 따서 명명되었다.[21][22]
- 유로퓸은 유럽의 이름을 따서 명명되었다.
- 버클륨은 미국 도시 버클리의 이름을 따서 명명되었다.
- 테네신과 캘리포늄은 각각 미국의 주인 테네시주와 캘리포니아주의 이름을 따서 명명되었다.
- 더브늄과 모스코븀은 러시아의 두브나[23]와 모스크바 도시의 이름을 따서 명명되었다.

스칸디나비아의 여러 장소는 그 이름을 딴 원소를 가지고 있다.
- 이트륨, 터븀, 어븀, 이터븀은 모두 스웨덴의 위테르뷔 마을의 이름을 따서 명명되었는데, 그곳에서 이 원소가 포함된 광석이 처음 발견되었다.[24]
- 하프늄은 덴마크 수도 코펜하겐의 라틴어 이름인 Hafnia의 이름을 따서 명명되었다.[25][26]
- 홀뮴은 스웨덴 수도 스톡홀름의 라틴어 이름인 Holmia의 이름을 따서 명명되었다.[27][24]
- 스칸듐은 스칸디나비아의 라틴어 단어에서 유래한다.
- 툴륨은 로마인이 ultima Thule라고 불렀던 멀리 떨어진 북극 지방에 대한 고대 그리스어 단어에서 유래한다.[24][28]

다른 여러 원소는 다양한 장소에 대한 고전 고대 단어의 이름을 따서 명명되었다.
- 루테늄은 벨라루스, 우크라이나, 러시아를 포함하는 루테니아 지역의 라틴어 이름에서 유래한다.[29]
- 루테튬은 파리의 라틴어 이름인 Lutetia의 이름을 따서 명명되었다.
- 구리의 이름은 키프로스 섬의 라틴어 이름에서 파생된 고대 영어 단어에서 유래한다.[30]
- 마그네슘과 망가니즈의 이름은 모두 그리스어 지역인 마그네시아에서 유래한다.[31]

### 천체
천체에서 원소의 이름을 따는 것은 고대에 금속을 다양한 행성과 신과 연관시킨 데서 비롯되었다. 수은은 수성과, 구리는 금성과, 철은 화성(로마 전쟁의 신의 이름을 땀)과, 주석은 목성(로마 신의 왕의 이름을 땀)과, 납은 토성(목성의 아버지였던 고대, 느린 신의 이름을 땀)과 연관되었다. 태양과 달은 각각 금과 은과 연관되었다.
몇몇 다른 원소는 행성, 왜행성, 소행성, 지구, 태양, 그리고 달을 포함한 천체의 이름을 직접적으로 따서 명명되었다. 우라늄, 넵투늄, 플루토늄, 세륨, 그리고 팔라듐은 각각 천왕성, 해왕성, 명왕성, 세레스, 그리고 팔라스의 이름을 따서 명명되었다. 셀레늄의 이름은 달을 뜻하는 그리스어 단어(Σελήνη, Selene)에서 유래한다. 비슷하게, 헬륨의 이름은 태양을 뜻하는 그리스어 단어(Ἢλιος, Helios)에서 유래하는데, 헬륨에 대한 첫 증거는 1870년대에 알려진 어떤 원소로도 설명할 수 없는 태양의 독특한 방출선 형태로 나타났기 때문이다. 텔루륨은 "지구"를 의미하는 라틴어 tellus의 이름을 따서 명명되었다.

### 광물
많은 원소가 발견된 광물의 이름을 따서 명명되었다. 예를 들어, 칼슘은 라틴어 calx (석회)에서, 규소는 라틴어 silex (모래)에서, 나트륨은 소다에서, 칼륨은 탄산칼륨에서 유래한다.

### 임시 이름
1979년, IUPAC은 발견이 확정되고 영구적인 이름이 결정될 때까지 아직 이름이 정해지지 않았거나 발견되지 않은 원소에 사용될 체계적 원소 이름에 대한 권고안을 임시 이름으로 발표했다. 이 권고안은 과학자 사이에서 대부분 무시되었고, 이들은 단순히 이 원소를 원자 번호로 부르는데 예를 들어 "119번 원소"(대신 "우누넨늄")라고 부르거나, 기호 (119) 또는 단순히 119라고 부른다.
2002년부터 IUPAC 무기화학 부문은 신규 원소에 공식 명칭을 부여하는 공식 기관이었으며, IUPAC 평의회가 최종 결정을 내렸다.

## 접미사
원소 이름에는 몇 가지 표준 접미사가 있다. 접미사 -ium, 또는 덜 일반적으로 -um은 일반적으로 금속 원소를 나타내거나, 적어도 발견 당시 금속으로 생각되었던 원소를 나타낸다(헬륨은 금속이 아니며, 저마늄, 셀레늄, 텔루륨은 일반적으로 준금속 또는 비금속으로 분류된다). 이는 aurum (금) 및 ferrum (철)과 같은 금속의 라틴어 접미사에서 유래했다. 접미사 -on은 일부 비금속 (붕소, 탄소, 규소)뿐만 아니라 네온 이하의 비활성 기체에도 사용된다. 비활성 기체의 경우, 안정적인 비활성 기체의 그리스어 형용사 이름 (네온, 아르곤, 크립톤, 제논)에서 유래했으며, 라돈은 그 어원인 라듐과 일치하며 -on 접미사를 추가한다. 비금속의 경우, -on은 "탄소"의 끝에서 붕소와 규소로 일반화되었다. -ine 접미사는 할로젠에만 사용되며, 염소가 먼저 명명되었고 나머지는 이에 맞춰 명명되었다. -gen 접미사는 이원자 분자를 형성하는 다른 세 가지 비금속 (수소, 질소, 산소)에 사용된다. 접미사는 1784년 이전에는 불규칙하게 사용되었으며, 텅스텐 (1783년 발견)은 영어 이름에 표준 접미사가 없는 마지막으로 발견된 원소이다.
IUPAC이 2002년에 공표한 명명 규칙은 모든 새로 발견된 원소는 언어적 일관성을 위해 -ium으로 끝나는 이름을 가져야 한다고 명시했다. 2016년에는 이 규칙이 개정되어 할로젠 및 비활성 기체 그룹의 원소는 전통적인 -ine 및 -on 접미사를 받게 되었다. 이 개정안은 테네신(원소 117)과 오가네손(원소 118)에 적용되었다. 여기에 2002년 권고안은 이러한 원소가 그렇게 빨리 합성될 것이라고는 예상하지 못했던 것으로 언급되었다.

## 원소 기호
원소에 이름이 부여되면, 주기율표와 같은 여러 표에서 쉽게 참조할 수 있도록 한두 글자의 기호가 부여되어야 한다. 첫 글자는 항상 대문자로 표기된다. 기호는 종종 원소 이름의 축약형이지만, 때로는 원소의 영어 이름과 일치하지 않을 수도 있다. 예를 들어, 납의 경우 "Pb"(라틴어 plumbum에서 유래) 또는 텅스텐의 경우 "W"(독일어 Wolfram에서 유래)가 그렇다. 임시 체계적 이름만 있는 원소에는 임시 세 글자 기호가 부여된다(예: 미발견 원소 119인 ununennium의 경우 Uue).

## 명명 논란
더브늄과 시보귬이라는 인공 원소의 명명은 트랜스페르뮴 전쟁이라고 불리는 상당한 논란을 일으켰다. 미국인은 105번 원소를 하늄이라고 명명하고 싶어했지만, 러시아인은 더브늄이라는 이름을 선호했다. 미국인은 또한 106번 원소를 시보귬이라고 명명하고 싶어했다. 이 명명 분쟁은 1970년대(원소가 발견되었을 때)부터 1990년대까지 이어졌는데, IUPAC이 104번부터 109번 원소까지의 잠정적인 원소 이름 목록을 만들었다. 그러나 미국인은 시보귬이 목록에 없었기 때문에 이 이름에 동의하기를 거부했다. 이에 IUPAC은 재고하여 1996년에 105번 원소를 더브늄, 106번 원소를 시보귬으로 명명했다.
과거에는 원래의 발견 주장에 대해 이의가 제기되고 받아들여지면 원소의 이름을 변경하기도 했다. 이는 43번(테크네튬이 마수륨을 대체), 61번(프로메튬이 일리늄을 대체), 85번 원소(아스타틴이 알라바민을 대체)에서 발생했다. 현재는 혼란을 피하기 위해 더 이상 이렇게 하지 않는다. 예를 들어, 102번 원소는 그 발견 주장이 반박되었음에도 불구하고 여전히 노벨륨이라고 불린다.

## 원소의 다른 형태, 분자 구조를 나타내는 이름, 화합물의 이름
순수한 원소가 한 가지 종류의 원자로만 구성되어 있음에도 불구하고, 다른 구조와 속성을 가진 여러 형태(동소체)로 존재할 때, 일반적으로 다른 이름이 부여된다. 예를 들어, 흑연과 다이아몬드는 모두 탄소 원소의 형태이다. 심지어 단 하나의 안정적인 동소체를 가진 질소와 같은 원소의 경우에도, 이질소(dinitrogen)와 같은 이름은 원소 구성뿐만 아니라 분자 구조 N2를 나타내는 데 사용될 수 있다. 둘 이상의 원소로 구성된 화학 화합물의 명명은 복잡한 주제이며, 화합물 명명법에 대한 문서에서 자세히 논의된다.

## 같이 보기
- 동아시아 언어의 화학 원소 명명법

## 참고 문헌
- Theodore Gray (2009), 《The Elements: A Visual Exploration of Every Known Atom in the Universe》, Black Dog & Leventhal Publishers, Inc.
- Sam Kean (2011), 《The Disappearing Spoon and Other True Tales of Madness, Love, and the History of the World From the Periodic Table of the Elements》, Back Bay Books/Little Brown and Company
- John Emsley (2011), 《Nature's Building Blocks: An A-Z Guide to the Elements — New Edition》, Oxford University Press